# Franz Eberle (Politiker)
Franz Eberle (* 12. Mai 1908 in Triesen; † 16. Januar 1977 in Walenstadt) war ein liechtensteinischer Politiker (FBP).

## Biografie
Eberle war Bürger der Gemeinde Triesen. Er arbeitete als Gipser und war vor allem in der Schweizer Nachbarschaft tätig. 1939 rückte er in einer stillen Wahl als Vertreter der Arbeiter in den Landtag des Fürstentums Liechtenstein ein, dem er bis 1945 als Abgeordneter angehörte. Im Landtag war er Schriftführer und zeitweilig Mitglied der Finanzkommission sowie des Landesausschusses.